# Yamanaka
Yamanaka (viết: 山中  sáng "Giữa núi") là một họ của Nhật Bản. Những người mang họ này đáng chú ý có họ bao gồm:
- tjAkira Joe Yamanaka, ca sĩ của ban nhạc Flower Travellin '
- Akiko Yamanaka (sinh năm 1945), chính trị gia Nhật Bản của Đảng Dân chủ Tự do
- Chihiro Yamanaka, nhà soạn nhạc và nghệ sĩ piano jazz Nhật Bản
- Daichi Yamanaka (sinh năm 1990), vận động viên trượt băng tốc độ Nhật Bản
- Hirofumi Yamanaka (sinh năm 1985), cầu thủ bóng chày chuyên nghiệp Nhật Bản
- Hiroko Yamanaka (sinh năm 1978), nữ võ sĩ hỗn hợp võ thuật Nhật Bản đã nghỉ hưu
- Lisa Yamanaka, nữ diễn viên và diễn viên lồng tiếng người Canada gốc Nhật
- Lois-Ann Yamanaka (sinh năm 1961), nhà thơ và tiểu thuyết gia người Mỹ gốc Nhật đến từ Hawaii
- Miwako Yamanaka (sinh năm 1978), vận động viên chạy đường dài Nhật Bản đã nghỉ hưu
- Noriko Yamanaka (山中 教子?), vận động viên bóng bàn nữ Nhật Bản
- Norio Yamanaka (sinh năm 1928)
- Ryoji Yamanaka (sinh năm 1983), cựu cầu thủ bóng đá Nhật Bản
- Ryosuke Yamanaka (sinh năm 1993), cầu thủ bóng đá Nhật Bản
- Ryujiro Yamanaka (山中 隆二郎? born 1995), cầu thủ bóng đá Nhật Bản
- Ryuya Yamanaka (sinh năm 1995), võ sĩ người Nhật
- Sadajirō Yamanaka (1866-1936), đại lý nghệ thuật Nhật Bản
- Sadao Yamanaka (1909–1938), đạo diễn và nhà biên kịch phim Nhật Bản
- Sawao Yamanaka (sinh năm 1968), thủ lĩnh của ban nhạc The Pillows
- Seiko Yamanaka (sinh năm 1989), cầu thủ bóng đá Nhật Bản
- Shino Yamanaka (sinh năm 1990), pentathlete hiện đại của Nhật Bản
- Shinsuke Yamanaka (sinh năm 1982), võ sĩ chuyên nghiệp người Nhật
- Shinya Yamanaka (sinh năm 1962), nhà nghiên cứu tế bào gốc từng đoạt giải Nobel Nhật Bản
- Takeshi Yamanaka (山中 武司? born 1971), vận động viên khúc côn cầu trên băng của Nhật Bản
- Tsuyoshi Yamanaka (sinh năm 1939), vận động viên bơi lội olympic Nhật Bản
- Yamanaka Yukimori (1545–1578), samurai Nhật Bản thời kỳ Sengoku

## Những nhân vật hư cấu
- Ino Yamanaka, một nhân vật trong Anime và Manga Naruto
- Inoichi Yamanaka, một nhân vật trong Anime và Manga Naruto
- Sawako Yamanaka, một nhân vật trong K-ON! Anime và Manga